# Traducciones latinas del siglo XII

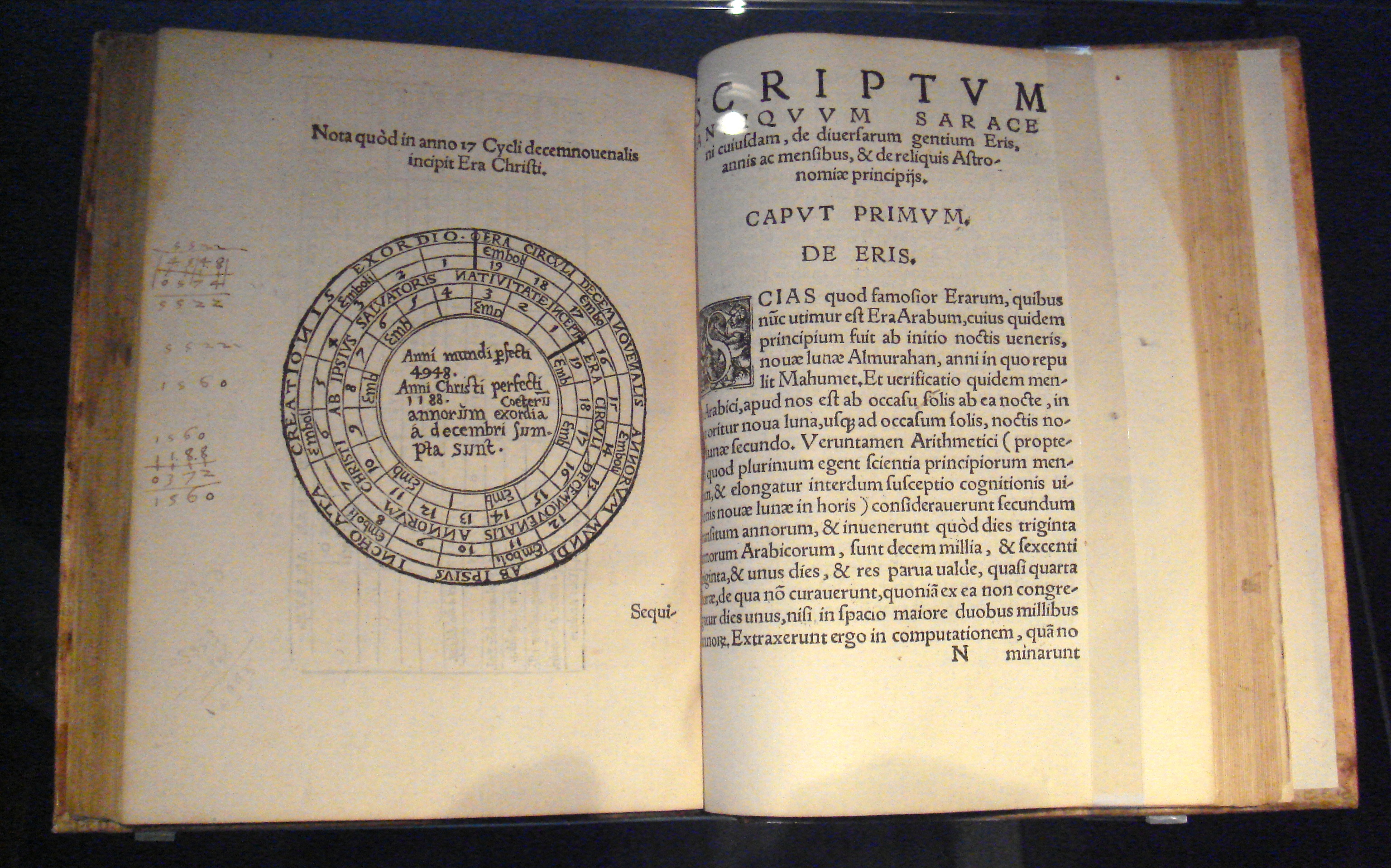
De Iudiciis Natiuitatum, de Albohali, fue traducido al latín por Platón de Tivoli en 1136, y otra vez por Juan de Sevilla en 1153. Aquí está la edición de Núremberg de Juan de Sevilla; traducción de 1546.

Las traducciones latinas del siglo XII fueron impulsadas por una importante búsqueda de eruditos europeos por nuevos aprendizajes que no estaban disponibles en Europa occidental en ese momento; su búsqueda los condujo a áreas del sur de Europa, particularmente en el centro de España y Sicilia, que recientemente habían estado bajo el dominio cristiano después de su reconquista a fines del siglo XI. Estas áreas habían estado bajo una regla musulmana durante un tiempo considerable, y aún tenían gran número de poblaciones de habla árabe para apoyar su búsqueda. La combinación del conocimiento acumulado musulmán, un número considerable de estudiosos de lengua árabe y los nuevos gobernantes cristianos hicieron que estas áreas fueran intelectualmente atractivas, y cultural y políticamente accesibles para el conocedores del latín. Una historia típica es la de Gerardo de Cremona (hacia 1114-1187), de quien se dice que se dirigió a Toledo, mucho después de su reconquista por los cristianos en 1085, porque él

...llegó al conocimiento de cada parte de [filosofía] de acuerdo con el estudio de los latinos, sin embargo, debido a su amor por el Almagesto, que no encontró en absoluto entre los latinos, se dirigió a Toledo, donde vio una abundancia de libros en árabe sobre cada tema, y compadeciéndose de la pobreza que había experimentado entre los latinos con respecto a estos temas, por su deseo de traducir aprendió a fondo el idioma árabe ...

Mientras los musulmanes estaban ocupados traduciendo y agregando sus propias ideas a las filosofías griegas, el occidente latino había sospechado de las ideas paganas. San Jerónimo, por ejemplo, era hostil a Aristóteles, y San Agustín tenía poco interés en explorar la filosofía, solo aplicando la lógica a la teología. Durante siglos, las ideas griegas en Europa occidental fueron casi inexistentes. Solo unos pocos monasterios tenían obras griegas, y aún pocos de ellos copiaron estas obras.
Hubo un breve período de reavivamiento cuando el monje anglosajón Alcuin y otros reintrodujeron algunas ideas griegas durante el Renacimiento carolingio. Sin embargo, después de la muerte de Carlomagno, la vida intelectual cayó nuevamente en declive. Con excepción de algunas personas que promocionaban a Boecio, como Gerberto de Aurillac, el pensamiento filosófico se desarrolló poco en Europa durante aproximadamente dos siglos. En el siglo XII, sin embargo, el pensamiento escolar estaba comenzando a desarrollarse, lo que llevó al surgimiento de universidades en toda Europa. Estas universidades reunieron el pequeño pensamiento griego que se había conservado a lo largo de los siglos, incluidos los comentarios de Boethius sobre Aristóteles. También sirvieron como lugares de debate para nuevas ideas provenientes de nuevas traducciones del árabe en toda Europa.
En el siglo XII, el miedo europeo al Islam como amenaza militar había disminuido un tanto. Toledo, en España, había caído en manos árabes en 1085, Sicilia en 1091 y Jerusalén en 1099.  Estas fronteras lingüísticas demostraron ser un terreno fértil para los traductores. Estas áreas habían sido conquistadas por pueblos árabes, griegos y de habla latina a lo largo de los siglos y contenían habilidades lingüísticas de todas estas culturas. Los pequeños y desescolarizados  pueblos de los reinos cruzados contribuyó muy poco a los esfuerzos de traducción, hasta que la Cuarta Cruzada tomó la mayor parte del Imperio bizantino. Sicilia, todavía en gran parte de habla griega, era más productiva; había visto el dominio de bizantinos, árabes e italianos, y muchos hablaban griego, árabe y latín con fluidez. Los sicilianos, sin embargo, fueron menos influenciados por los árabes y, en cambio, se destacan más por sus traducciones directamente del griego al latín. España, por otro lado, era un lugar ideal para la traducción del árabe al latín debido a la combinación de culturas ricas en latín y árabe que vivían una al lado de la otra.
A diferencia del interés en la literatura y la historia de la Antigüedad clásica durante el Renacimiento, los traductores del siglo XII buscaron nuevos textos científicos, filosóficos y, en menor medida, religiosos. Esta última preocupación se reflejó en un renovado interés en las traducciones de los Padres de la Iglesia griegos al latín, una preocupación con la traducción de las enseñanzas judías del hebreo, un interés en el Corán y otros textos religiosos islámicos. Además, parte de la literatura árabe también se tradujo al latín.

## Traductores en Italia
Justo antes del estallido de las traducciones en el siglo XII, Constantino el Africano, un cristiano de Cartago que estudió medicina en Egipto y finalmente se hizo monje en el monasterio de Monte Casino en Italia, tradujo obras médicas del árabe. Las muchas traducciones de Constantino incluían la enciclopedia médica de Ali ibn Abbas al-Majusi, El libro completo del arte médico como el Liber pantegni, la Medicina antigua de Hipócrates y Galeno adaptada por médicos árabes, y el Isagoge ad Tegni Galeni by Hunayn ibn Ishaq (Johannitius) and his nephew Hubaysh ibn al-Hasan, por Hunayn ibn Ishaq —Johannitius— y su sobrino Hubaysh ibn al-Hasan. Otros trabajos médicos traducidos son  Febribus Liber, Liber de dietis universalibus et particularibus y Liber de urinis, de Isaac Israeli; el Trabajo psicológico de Ishaq ibn Imran al-Maqala fi al-Malikhukiya titulado como De melancolia; y De Gradibus y Viático, Liber de stomacho, De elephantiasi, De coitu y De oblivione, de Ibn Al-Jazzar.
Sicilia había sido parte del Imperio Bizantino hasta 878, estuvo bajo control musulmán desde 878 hasta 1060, y de los normandos entre 1060 y 1090. Como consecuencia, el «Reino Normando de Sicilia» mantuvo una burocracia trilingüe, lo que lo convirtió en un lugar ideal para traducciones. Sicilia también mantuvo relaciones con el este griego lo que permitió el intercambio de ideas y manuscritos.

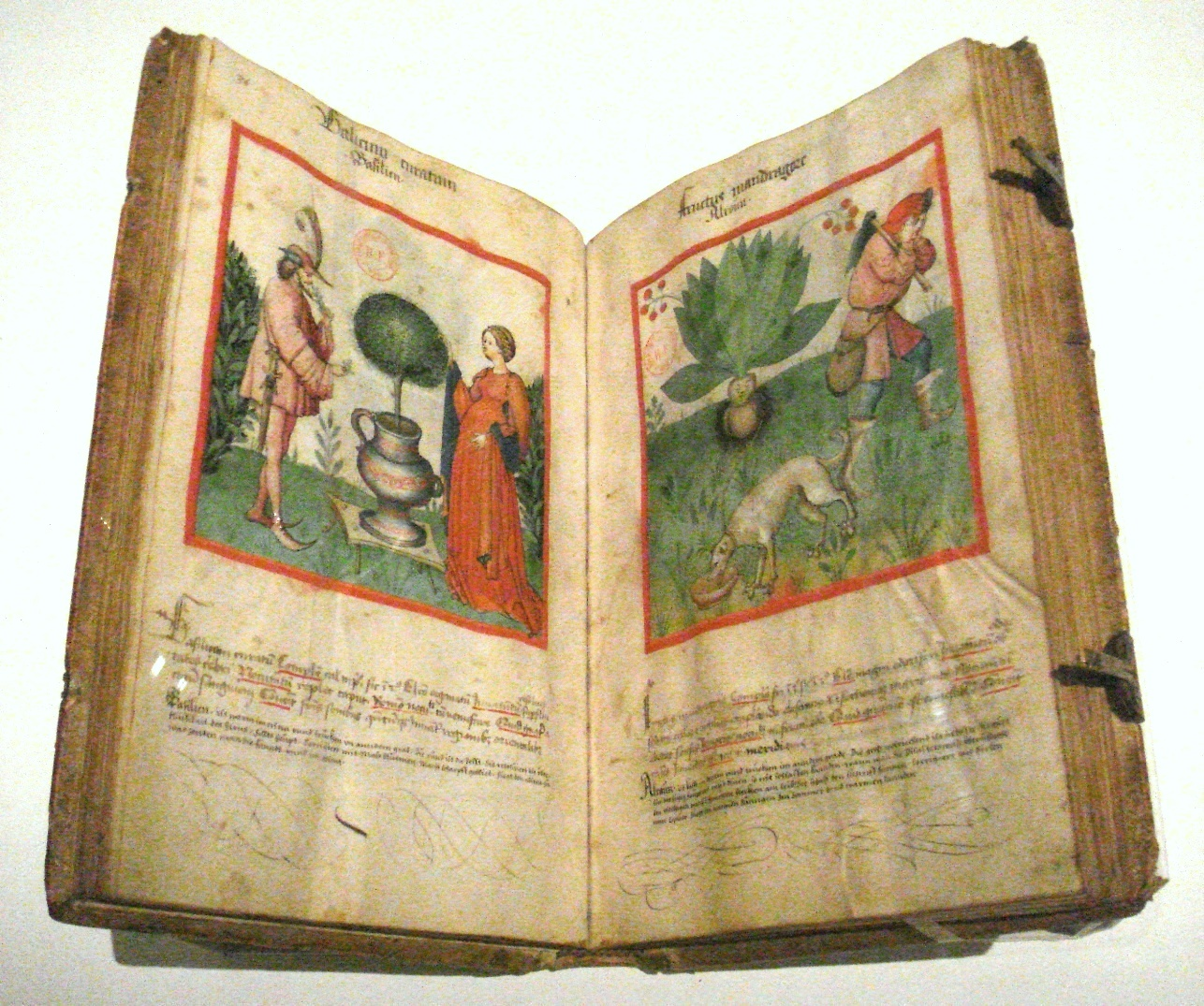
Ibn Butlan's Tacuinum sanitatis de Ibn Butlan, Rhineland, segunda mitad del siglo XV

Una copia de Almagesto de Ptolomeo  fue traído de vuelta a Sicilia por Henry Aristipo, como un regalo del emperador a rey Guillermo I. Aristipo tradujo Meno y Fedón de a Platón al latín y dejó a un estudiante anónimo en Salerno viajar a Sicilia y traducir el Almagesto, así como varias obras de Euclides, del griego al latín. Aunque los sicilianos generalmente tradujeron directamente del griego, cuando los textos griegos no estaban disponibles, tradujeron del árabe. El almirante Eugenio de Sicilia tradujo la Óptica de Ptolomeo en latín, aprovechando su conocimiento de los tres idiomas. Las traducciones de Accursius de Pistoja incluyeron las obras de Galeno y Hunayn ibn Ishaq. Gerardo de Sabloneta tradujo el Canon de la medicina de  Avicena y el Canon de la medicina de al-Razi Almanzor. Fibonacci presentó la primera versión europea completa del sistema numeral hindú-árabe de fuentes árabes en su Liber Abaci (1202). El Aphorismi por Masawaiyh (Mesue) fue traducido por un traductor anónimo a fines del siglo XI o principios del siglo XII en Italia.
Santiago de Venecia, que probablemente pasó algunos años en Constantinopla, tradujo la Analítica Posterior de Aristóteles del griego al latín a mediados del siglo XII, lo que hace que el corpus lógico aristotélico completo, el Órganon, esté disponible en latín por primera vez.
En el siglo XIII en Padua, Bonacosa tradujo el trabajo médico de Averroes Kitab al-Kulliyyat como Colliget, y Juan de Capua tradujo el Kitab al-Taysir de Ibn Zuhr (Avenzoar) como Theisir. En el siglo XIII en Sicilia , Faraj ben Salem tradujo al-Hawi, de Rhazes, como Continens, así como el trabajo de Ibn Butlan Tacuin sanitatis. También en el siglo XIII Italia, Simón de Génova y Abraham Tortuensis tradujeron a la obra  Al-Tasrif, de Abulcasis como Liber servitoris, Congregative sive liber de oculis de  Alcorat y Liber de simplicibus medicinis de Serapión el Joven.

## Traductores en la frontera española
Ya a finales del siglo X, los estudiosos europeos viajaron a España para realizar y mejorar sus estudios. El más notable de ellos fue Gerbert de Aurillac, más tarde papa Silvestre II,  que estudió matemáticas en la región de la Marca Hispánica en torno a Barcelona. Las traducciones, sin embargo, no comenzaron en España hasta después de 1085 cuando Toledo fue reconquistado por los cristianos.  Los primeros traductores en España se centraron en gran medida en las obras científicas, especialmente las matemáticas y la astronomía, con una segunda área de interés, incluido el Corán y otros textos islámicos. Las colecciones españolas incluían muchas obras académicas escritas en árabe, por lo que los traductores trabajaron casi exclusivamente en árabe, en lugar de textos griegos, a menudo en cooperación con un hablante local de árabe.
Uno de los proyectos de traducción más importantes fue patrocinado por Pedro el Venerable, el abad de Cluny. En 1142 recurrió a Robert de Ketton, a Herman de Carintia, a Pedro de Poitiers, y a un musulmán conocido solo como Mahoma para producir la primera traducción latina del Corán, Lex Mahumet pseudoprophete.
Las traducciones se produjeron en toda España y en la Provenza. Platón de Tívoli trabajó en Cataluña, Herman de Carintia en el norte de España y en los Pirineos, en Languedoc, Hugo de Santalla en Aragón, Roberto de Ketton en Navarra y Robert de Chester en Segovia. El centro de traducción más importante fue la gran biblioteca de la catedral de Toledo.
Las traducciones al latín de Platón de Tivoli incluye la obra de Albatenio sobre astronómico y trigonométrica De motu stellarum, el  Liber embadorum de Abraham bar Hiyya, Spherica de Teodosio de Bitinia y Sobre la medida del círculo de Arquímedes. Las traducciones al latín de Roberto de  Chester incluyen el Álgebra y tablas astronómicas de  al-Khwarizmi, que también contiene tablas trigonométricas. Las traducciones de Abraham de Tortosa incluyen De Simplicibusy, de Abulcasis Ibn Sarabi y de  Al-Tasrif como Liber Servitoris. En 1126, el Gran Sindhind de Muhammad al-Fazari, basado en la obra en sánscrito Surya Siddhanta y Brahmasphutasiddhanta, de Brahmagupta, que fue traducido al latín.
Además de la literatura filosófica y científica, el escritor judío Petrus Alphonsi tradujo una colección de 33 cuentos de la literatura árabe al latín. Algunos de los cuentos que utilizó fueron sacados de Panchatantra y Las mil y una noches, como el ciclo de la historia de Simbad el Marino.

### La Escuela de Traductores de Toledo

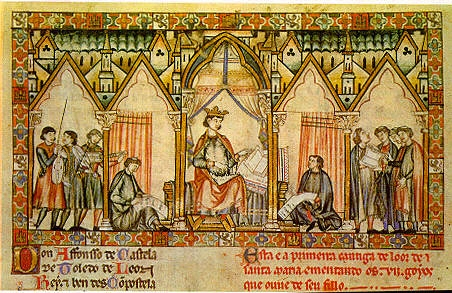
Rey Alfonso X el Sabio.

Toledo, con una gran población de cristianos de lengua árabe, mozárabes, había sido un importante centro de aprendizaje desde finales del siglo X, cuando los eruditos europeos viajaron a España para estudiar temas que no estaban disponibles en el resto de Europa. Entre los primeros traductores de Toledo había un tal Avendauth, que algunos identificaron con Abraham ibn Daud, que tradujo la Enciclopedia de Avicena, el Kitāb al-Shifa , El libro de la curación, en cooperación con Domingo Gundisalvo, archidiácono de Cuéllar. Los esfuerzos de traducción en Toledo a menudo se exageran, sin embargo, la representación de la actividad de traducción de Toledo crea una falsa sensación de que surgió una escuela formal en torno al arzobispo Raymond. Solo una traducción, de Juan de Sevilla, puede dedicarse definitivamente al arzobispo. Es más exacto considerar Toledo como un entorno geográficamente bilingüe donde los intereses locales eran favorables a los esfuerzos de traducción, convirtiéndolo en un lugar práctico y atractivo para que los traductores trabajen. Como resultado, muchos traductores se activaron en el área y Toledo se convirtió en el foco de la actividad de traducción.

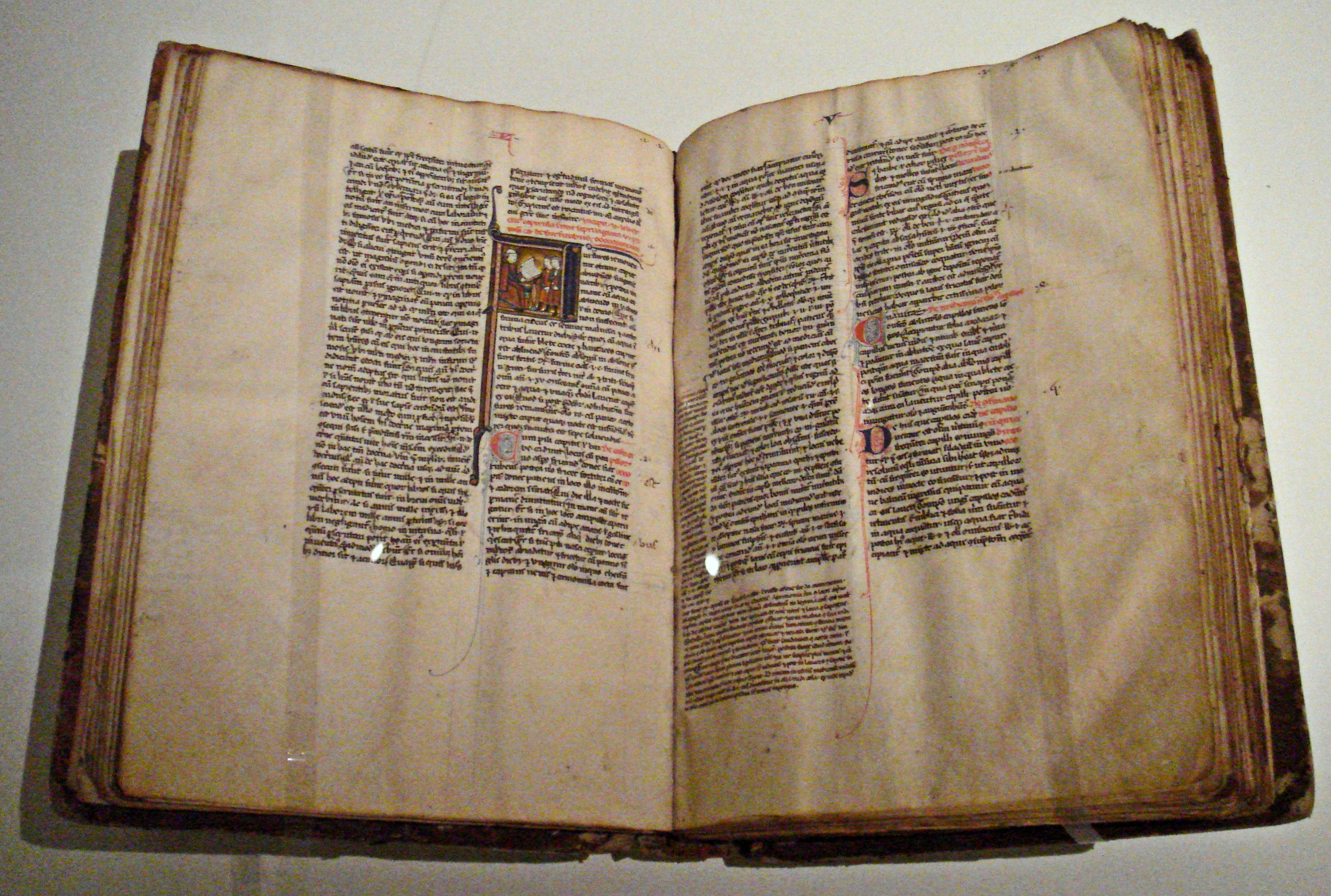
Recueil des Traités de Médecine traducido por Gerardo de Cremona, de Al-Razi, segunda mitad del.

Sin embargo, los esfuerzos de traducción no se organizaron adecuadamente hasta que Toledo fue reconquistado por las fuerzas cristianas en 1085. Raimundo de Toledo comenzó los primeros esfuerzos de traducción en la biblioteca de la Catedral de Toledo, donde dirigió un equipo de traductores que incluía toledanes mozárabes, eruditos judíos, maestros de Madrásah y monjes de la Orden de Cluny. Trabajaron en la traducción de muchas obras del árabe al castellano, del castellano al latín, o directamente del árabe al latín o al griego y también pusieron a disposición textos importantes de filósofos árabes y hebreos que el arzobispo consideró importantes para la comprensión de Aristóteles. Como resultado de sus actividades, la catedral se convirtió en un centro de traducciones conocida como la Escuela de Traductores de Toledo, que estaba en una escala e importancia no igualada en la historia de la cultura occidental.

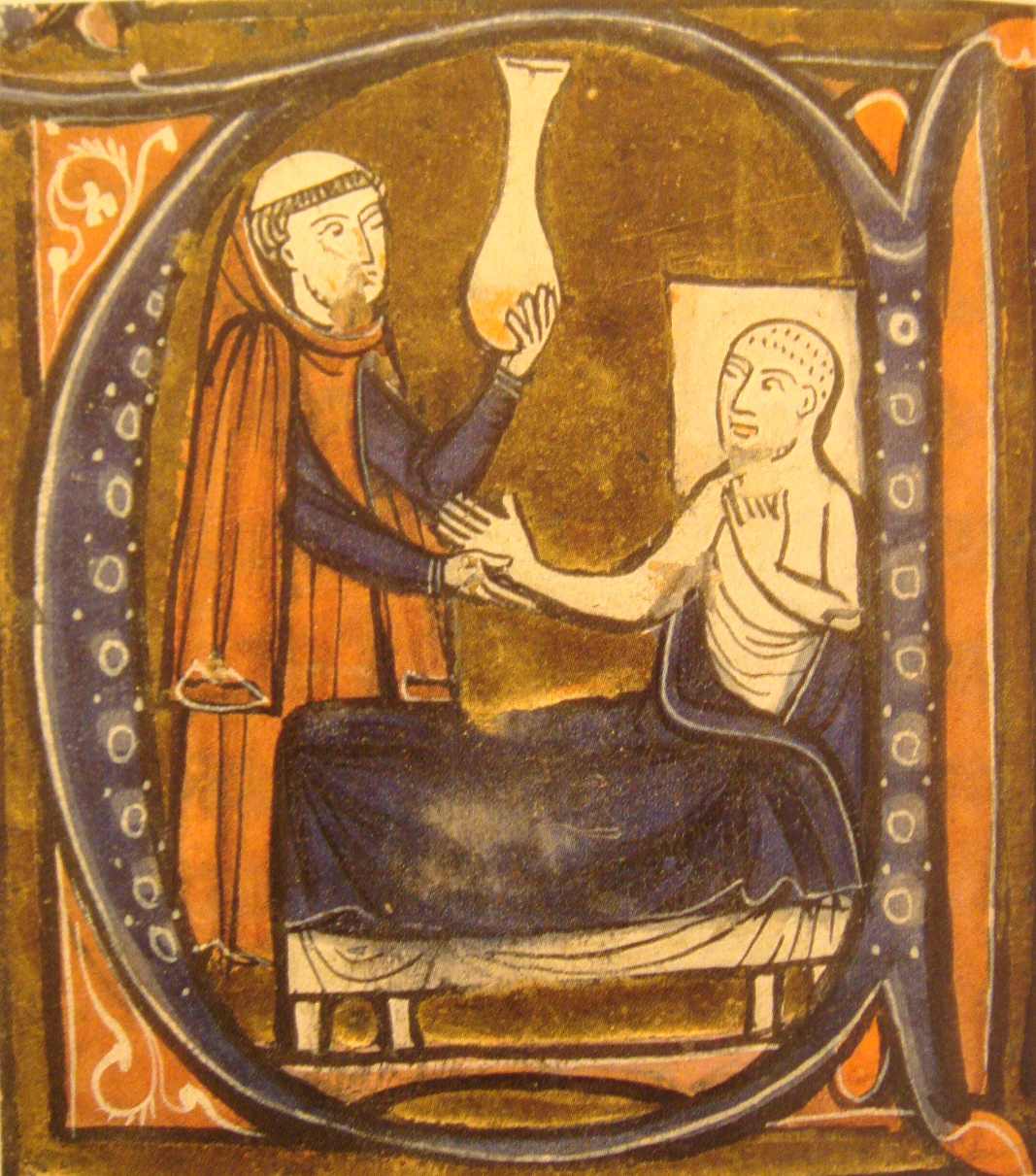
Representación del médico persa Al-Razi, en "Recueil des traités de medecine" de Gerard de Cremona 1250-1260

El más productivo de los traductores de Toledo en ese momento era Gerardo de Cremona, quien tradujo 87 libros, incluyendo Almagesto  de Ptolomeo, muchas de las obras de Aristóteles  incluyendo su Analíticos, Física, En los cielos y el mundo, acerca de la generación y la corrupción, y la meteorología de al-Khwarizmi En Álgebra y Almucabala, de Arquímedes sobre la medida del círculo, Aristóteles ,  Elementos de la geometría de Euclides, Elementa Astronómica de Jabir Ibn Aflah, de Al-Kindi se tradujo la óptica, de al-Farghani Los elementos de la astronomía en los movimientos celestes, de al-Farabi sobre la clasificación de las ciencias, los trabajos químicos y médicos de al-Razi (Rhazes), las obras de Thabit ibn Qurra y Hunayn ibn Ishaq, y las obras de al-Zarkali, Jabir ibn Aflah, los Banu Musa, Abu Kamil, Abu al-Qasim al-Zahrawi e Ibn al-Haytham, pero no incluye el Libro de Óptica, porque el catálogo de las obras de Gerardo de Cremona no incluye ese título, sin embargo, la compilación de Risner del Tesauro de Opticae Septem Libri incluye una obra de Witelo y también de Crepusculis, que Risner atribuyó incorrectamente a Alhacen, y que fue traducida por Gerard de Cremona. Los trabajos médicos que se tradujeron fueron: de  Haly Abenrudian Expositio anuncio Tegni Galeni; la medicina Practica, Brevarium por Yuhanna ibn Sarabiyun Serapion; de Alkindus se tradujo su obra De Gradibus; de Rhazes Liber ad Almansorem, Liber divisionum, Introductio in medicinam, De egritudinibus iuncturarum, Antidotarium y puerorum Practica; de  Isaac Israeli ben Solomon De elementis y De definitionibus; de Abulcasis Al-Tasrif  Chirurgia; de Avicena el Canon de la medicina como Liber Canonis; y el Liber de medicamentis simplicus de Ibn Wafid, Abenguefit Al final del siglo XII y principios del siglo XIII, Marcos de Toledo tradujo el Corán (una vez más) y varias obras médicas. También tradujo el trabajo médico de Hunayn ibn Ishaq Liber isagogarum.
Bajo el rey Alfonso X el Sabio, Toledo se elevó aún más en importancia como centro de traducción. Al insistir en que la salida traducida era «llanos de entendé», «fácil de entender», llegaron a un público mucho más amplio tanto en España como en otros países europeos, a muchos académicos de lugares como Italia, Alemania, Inglaterra o los Países Bajos, que se habían trasladado a Toledo para traducir textos médicos, religiosos, clásicos y filosóficos y llevaron a sus países el conocimiento adquirido. Otros fueron seleccionados y contratados con salarios muy altos por el propio rey de muchos lugares en España, como Sevilla o Córdoba y lugares extranjeros como Gascuña o París.
Michael Scot (c 1175-1232) tradujo las obras de al-Betrugi Alpetragio en 1217, también  «Sobre los movimientos del cielo»  y los influyentes comentarios de Averroes sobre los trabajos científicos de Aristóteles.

### Traductores posteriores
David el judío (hacia 1228-1245) tradujo las obras de al-Razi (Rhazes) al latín. Las traducciones de Arnaldus de Villa Nova (1235-1313) incluyen las obras de Galeno y Avicena, incluido su Maqala fi Ahkam al-adwiya al-qalbiya con el título de De viribus cordis, De medicinis simplicibus de Abu al-Salt ( Albuzali), y De physicis ligaturis de  Costa ben Luca.
En el siglo XIII, Giles de Santarém, de Portugal tradujo De secretis medicina de  Rhazes, Aphorismi Rasis y la medicina De secretis  de  Mesue. En Murcia, Rufin de Alejandría tradujo el Liber questionum medicinalium discentium de medicina escrito por Hunayn ibn Ishaq (Hunen), y Dominicus Marrochinus tradujo la Epistola de cognitione infirmatum oculorum escrita por Ali Ibn Isa (Jesu Haly). En el siglo XIV, en Lérida, John Jacobi tradujo el trabajo médico de Alcoati Liber de la figura del uyl al catalán y luego al latín.
Guillermo de Moerbeke, conocido en el mundo de habla inglesa como «William of Moerbeke» (hacia 1215-1286) fue un prolífico traductor medieval de textos filosóficos, médicos y científicos del griego al latín. A petición de santo Tomás, así se supone -el documento de origen no está claro- emprendió una traducción completa de las obras de Aristóteles o, para algunas partes, una revisión de las traducciones existentes. Fue el primer traductor de la Política (hacia 1260) del griego al latín. El motivo de la solicitud fue que las numerosas copias de Aristóteles en latín que había en circulación se habían originado en España. Se suponía que estas traducciones anteriores habían sido influenciadas por el racionalista Averroes, que era sospechoso de ser una fuente de errores filosóficos y teológicos encontrados en las traducciones anteriores de Aristóteles. Las traducciones de Moerbeke han tenido una larga historia; ya eran clásicos estándar en el siglo XIV, cuando Henricus Hervodius reconoció  su valor perdurable: eran literales —de verbo in verbo—, fieles al espíritu de Aristóteles y sin elegancia. Para varias de las traducciones de Guillermo. Muchas de las traducciones de Moerbeke sobrevivieron incluso a la pérdida de los originales griegos, evitando la desaparición de numerosos textos de Aristóteles.
Guillermo también tradujo tratados matemáticos de Herón de Alejandría y Arquímedes. Especialmente importante fue su traducción de los Elementos Teológicos de Proclo (1268), por ser este pensador una de las fuentes fundamentales en el neoplatonismo del siglo XIII. La Biblioteca Vaticana mantiene una colección de copias de Guillermo de sus traducciones del matemático heleno Arquímedes con comentarios de Etocio que fueron hechos en 1269 en la corte papal de Viterbo. Guillermo consultó dos de los mejores manuscritos griegos de Arquímedes, hoy desaparecidos. Su obra se expuso en Roma renacida: La biblioteca vaticana y la cultura renacentista en la Biblioteca del Congreso de los Estados Unidos en 1993.

## Otros traductores europeos
Las traducciones al latín de Adelardo de Bath (1116-1142), es conocido principalmente por sus traducciones al latín de muchas obras científicas árabes importantes de astrología, astronomía, filosofía, alquimia y matemática, incluyendo antiguos textos griegos que solo existían como traducciones árabes y fueron así introducidos en Europa. Durante un periodo de siete años viajó por todo el África del Norte y Asia Menor. Estudió en Tours y pudo haber enseñado en Laon, si bien hay cierta disputa sobre esto último (Burnett 1987). Tradujo las tablas de al-Jwārizmī y una Introducción a la astronomía árabe. Escribió un tratado corto sobre el ábaco (Regulae abaci) y un tratado sobre el astrolabio. Tradujo Los elementos de Euclides al latín desde una traducción árabe del original griego. Probablemente Giovanni Campano tuvo acceso a la traducción de Adelardo de Los elementos, publicándose por primera vez su edición en Venecia en 1482 tras la invención de la imprenta, convirtiéndose tras ello en el principal libro de texto de las escuelas matemáticas europeas. Adelardo se asoció con otros eruditos en Inglaterra occidental como Peter Alfonsi y Walcher de Malvern, quienes tradujeron y desarrollaron los conceptos astronómicos traídos de España. El  Álgebra de Abu Kamil también se tradujo al latín durante este período, pero el traductor de la obra es desconocido.
Las traducciones de Alfredo de Sareshel (hacia 1200-1227) incluyen las obras de Nicolás de Damasco y El canon de medicina de Hunayn ibn Ishaq. Las traducciones de Antonius Frachentius Vicentinus incluyen las obras de Ibn Sina (Avicenna), las de Armenguad incluyen las obras de Avicena, Averroes, Hunayn ibn Ishaq y Maimónides. Berengarius de Valentia tradujo las obras de Abu al-Qasim al-Zahrawi, Abulcasis,  Drogon (Azagont) tradujo las obras de al-Kindi, Farragut (Faradj ben Salam) las de Hunayn ibn Ishaq, Ibn Zezla (Byngezla), Masawaiyh (Mesue) y al-Razi.(Rhazes). Las traducciones de Andreas Alphagus Bellnensis incluyen las obras de Avicenna, Averroes, san Serapio, al-Qifti y Albe'thar.
En el siglo XIII, Montpellier, Profatius y Bernardus Honofredi tradujeron  Kitab alaghdiya de Ibn Zuhr (Avenzoar) como De regimine sanitatis; y Armengaudus Blasius el al-Urjuza fi al-tibb, un trabajo que combina las escrituras médicas de Avicena y Averroes, como Cantica cum commento.
Otros textos traducidos durante este período incluyen las obras alquímicas de Ŷabir ibn Hayyan (Geber), cuyos tratados se convirtieron en textos estándar para los alquimistas europeos. Estos incluyen el Kitab al-Kimya (titulado Libro de la composición de la alquimia en Europa), traducido por Robert de Chester (1144); el Kitab al-Sab'een traducido por Gerardo de Cremona (antes de 1187), y el Libro del Reino, el Libro de las Balanzas y el Libro de Mercurio oriental, traducido por Marcellin Berthelot. Otro trabajo traducido durante este período fue De Proprietatibus Elementorum, una obra árabe sobre geología escrito por un pseudo-Aristóteles. Un pseudo-Mesue De Consolatione medicanarum simplicum, Antidotarium, Grabadin también fue traducido al latín por un traductor anónimo.

## Lenguas vernáculas
En el siglo XII en el sur de Francia e Italia, muchos textos científicos árabes fueron traducidos al hebreo. Francia e Italia tenían grandes comunidades judías donde había poco conocimiento del árabe, que requería traducciones para proporcionar acceso a la ciencia árabe. La traducción de textos árabes al hebreo fue utilizada por traductores, como Profatius Judaeus, como un paso intermedio entre la traducción del árabe al latín. Esta práctica fue ampliamente utilizada desde el siglo XIII hasta el siglo XVI.

## Lista de traducciones
Esta lista es de traducciones después de c. 1100 de obras escritas originalmente en griego.
- Hipócrates y su escuela (siglos V y IV a. C.)
  - Aforismos: Burgundio de Pisa, del griego, siglo XII
  - Varios tratados: Gerardo de Cremona y otros, del árabe, Toledo del siglo XII
  - William de Moerbeke , del griego, después de 1260
- Aristóteles (384-322 aC)
  - Analítica posterior (un documento fundador de la logica nova): dos versiones del griego, siglo XII; de árabe, Toledo, siglo XII
  - Meteorologica (Libro 4): Henricus Aristippus , del griego, Sicilia c. 1156
  - Physica, De Generatione et Corruptione, Parva Naturalia, Metaphysica (primeros 4 libros), De Anima: del griego, siglo XII
  - Meteorológica (Libros 1-3), Physica, De Cælo et Mundo, De Generatione et Corruptione : Gerardo de Cremona, del árabe, Toledo Siglo XII
  - De Animalibus: Historia animalium, De partibus animalium, De generatione animalium: Michael Scot, de una traducción al árabe del siglo IX, España c. 1217-20
  - Obras casi completas: Guillermo de Moerbeke, traducciones nuevas o revisadas del griego c. 1260-71
- Euclides (330-260 aC)
  - Elementos (15 libros, 13 genuinos): Adelardo de Bath del árabe, c. 1126; revisado por Campanus de Novara, c. 1254
  - Optica y Catoptrica: del griego, probablemente Sicilia
- Apolonio (siglo III a. C.)
  - Conica: quizás de Gerardo de Cremona, del árabe, siglo XII
- Arquímedes (287-212 a. C.)
  - De Mensura Circuli: Gerardo de Cremona, del árabe, Toledo del siglo XII
  - De Iis quæ en Humido Vehuntur (En cuerpos flotantes) : Guillermo de Moerbeke del griego 1269
- Diocles (siglo II a. C.
  - De Speculis Comburentibus (En los espejos ardientes ) : Gerardo de Cremona, del árabe, Toledo, siglo XII
  - Héroe de Alejandría (siglo I a. C.
  - Pneumatica: del griego, Sicilia siglo XII
  - Catoptrica (atribuida a Ptolomeo en la Edad Media): William de Moerbeke, del griego, después de 1260
- Pseudo-Aristóteles
  - Mechanica: del griego, a principios del siglo XIII; Bartolomé de Messina, del griego, Sicilia c.1260
  - De Plantis o De Vegetabilibus (ahora atribuido a Nicolás de Damasco , siglo I a. C.:Alfred de Sareshel, del árabe, España probablemente antes de 1200
- Pseudo-Euclid
  - Liber Euclidis de Ponderoso et Levi (en estática ): del árabe, siglo XII
- Galeno (129-200 d. C.)
  - Varios tratados: Burgundio de Pisa, del griego, c. 1185
  - Varios tratados: Gerardo de Cremona y otros, del árabe, Toledo del siglo XII
  - Varios tratados: Guillermo de Moerbeke, del griego, 1277
- Ptolomeo (siglo II d. C.)
  - Almagesto: del griego, Sicilia c. 1160; Gerardo de Cremona, del árabe, Toledo 1175
  - Optica: de Eugenio de Palermo, del árabe, c. 1154
- Alejandro de Afrodisias (n. 193-217 d. C.)
  - Comentario sobre la Meteorologica: Guillermo de Moerbeke, del griego, siglo XIII
  - De Motu et Tempore: Gerardo de Cremona, del árabe, Toledo, siglo XII
- Proclus (410-85 d. C.)
  - Physica Elementa (De motu) : del griego, Sicilia siglo XII
- Simplicio (siglo VI d. C.)
  - Parte del comentario sobre De Cælo et Mundo: Robert Grosseteste , del griego, siglo XIII
  - Comentario sobre Physica: del siglo XIII griego
  - Comentario sobre De Cælo et Mundo: William of Moerbeke, del griego, 1271